# Преццолини, Джузеппе
Джузеппе Преццолини (итал. Giuseppe Prezzolini; 27 января 1882, Перуджа — 16 июля 1982, Лугано, Швейцария) — итальянский литературный критик, журналист, редактор, прозаик, афорист. Футурист.

## Биография
Вместе с Дж. Папини издавал во Флоренции журнал о культуре «Леонардо» (1903—1908), был редактором журнала до 1908 года, когда он прекратил публикации.
Испытал большое влияние Б. Кроче, в Париже был знаком с Ж. Сорелем и А. Бергсоном.
Основал журнал «Голос» («La Voce», 1908—1916). Член литературного кружка, образовавшегося при журналах «La Voce» и «Unita» (Флоренция). В нём участвовали П. Иагиер, Дж. Папини, Муссолини и Г. Сальвемини; в целом кружок этот представлял собой смесь разных политических течений: социалистов-анархистов, националистов и индивидуалистов.
Участник Первой мировой войны. Добровольцем вступил в итальянскую армию.
После прихода фашистов к власти в Италии переехал в Париж, а затем в Нью-Йорк, где преподавал в Колумбийском университете. Руководил итальянской школой при этом университете. По его приглашению в 1935—1936 гг. А. Моравиа руководил культурным центром «Итальянский дом» при Колумбийском университете в США.
Автор ряда книг на итальянском и английском языках, статей по философии, истории и литературной критики.

## Избранные публикации
- Дж. Преццолини. Фашизм и футуризм Архивная копия от 23 июня 2018 на Wayback Machine[5]
- La coltura italiana, 1906
- L’arte di persuadere, 1907
- Cos'è il modernismo?, 1908
- La teoria sindacalista, 1909
- Benedetto Croce, 1909
- Vecchio e nuovo nazionalismo, 1914
- Dopo Caporetto, 1919.
- Vittorio Veneto, 1920.
- Codice della vita italiana, 1921.
- Benito Mussolini, 1924.
- Mi pare…, 1925.
- Giovanni Amendola, 1925.
- Vita di Nicolò Machiavelli fiorentino, 1927.
- Ideario, 1967;
- Dio è un rischio, 1969;
- Manifesto dei conservatori, 1972;
- Amendola e «La Voce», 1973;
- La Voce, 1908—1913. Cronaca, antologia e fortuna di una rivista, 1974;
- Storia tascabile della letteratura italiana, 1976;
- Sul fascismo. 1915—1975, 1977;
- Prezzolini alla finestra, 1977.

Публикации в США
- Come gli Americani scoprirono l’Italia. 1750—1850, 1933;
- L’italiano inutile, 1954;
- Saper leggere, 1956;
- Tutta l’America, 1958;
- The Legacy of Italy, 1948

## Память
- Учреждена премия Джузеппе Преццолини.